# Bora! Bora! Bora!
Bora! Bora! Bora! (Nejlepší! Nejlepší! Nejlepší![zdroj?]) je skladba německé hudební skupiny Scooter. Jako singl vyšla 26. května 2017 (59. singl kapely). Je prvním singlem z alba Scooter Forever. Singl byl vydán po delší době i na CD. Refrén skladby vychází z písně The United Vibe z roku 2007, která se nachází na albu The Ultimate Aural Orgasm.
Na přední obálce singlu je velký bíločervený nápis na černobílém pozadí. Na zadní obálce je vidět pruhovaný motiv zebry.
Videoklip je po dlouhé době v tanečním stylu jumpstyle. Celý je natočen ve studiu, jakoby ve velké bílé krabici. Kromě záběrů na členy skupiny, tanečníky a tanečnice je tam několik scének i s tančícím psem. Dynamičnost klipu je zajištěna rychlými švenky kamerou.

## Seznam skladeb

### CD singl / digitální download
1. Bora! Bora! Bora! - (3:13)
2. Bora! Bora! Bora! (Extended Mix) - (4:00)